# Masahito Ono
Masahito Ono (小野 雅史 Ono Masahito?), född 9 augusti 1996 i Niigata prefektur, är en japansk fotbollsspelare.
Ono började sin karriär 2019 i Omiya Ardija.